# Fryderyk dla jazzowego kompozytora / kompozytorki roku
Fryderyk dla jazzowego kompozytora / kompozytorki roku – polska nagroda muzyczna Fryderyk, przyznawana corocznie w latach 2011–2012 i ponownie od 2025 w sekcji muzyki jazzowej w kategorii jazzowy kompozytor / kompozytorka roku. Honoruje kompozytorów za całokształt działalności w danym roku. Fryderyki są przyznawane od 1995 przez Związek Producentów Audio-Video (ZPAV) za osiągnięcia w rodzimym przemyśle muzycznym. Od 2000 za wyłanianie nominowanych, a następnie laureatów odpowiedzialna jest powołana przez ZPAV Akademia Fonograficzna.
Kategoria została wprowadzona podczas 17. edycji, Fryderyków 2011, pod nazwą jazzowy kompozytor roku. W edycji 2012 zmieniła nazwę na jazzowy kompozytor / aranżer roku, honorując poza kompozytorami także aranżerów. W edycji 2013 została wycofana w związku ze zmniejszeniem liczby kategorii. Powróciła w edycji 2025 pod nazwą jazzowy kompozytor / kompozytorka roku.

## Laureaci i nominowani
| Rok  | Zdjęcie | Laureat            | Pozostałe nominacje                                                                                              | Źr.   |
| ---- | ------- | ------------------ | --- | ----- |
| 2011 |         | Michał Tokaj       | - Adam Pierończyk - Jan Smoczyński - Maciej Kociński - Robert Kubiszyn                                           | [ 6 ] |
| 2012 |         | Krzysztof Herdzin  | - Grzegorz Nagórski - Jacek Niedziela-Meira - Jerzy Małek - Maciej Kociński - Marcin Masecki - Marcin Wasilewski | [ 7 ] |
| 2025 |         | Mateusz Smoczyński | - Leszek Możdżer - Piotr Wyleżoł - Tomasz Dąbrowski                                                              | [ 8 ] |

## Statystyki

### Osoby/zespoły z największą liczbą nominacji
| Liczba | Osoba/zespół    | Lata       |
| ------ | --------------- | ---------- |
| 2      | Maciej Kociński | 2011, 2012 |